# Kopanie (obwód lwowski)
Kopanie (ukr. Копані, Kopani) – wieś na Ukrainie, w obwodzie lwowskim, w rejonie złoczowskim, w hromadzie Złoczów.

## Historia
Pod koniec XIX w. część wsi Zazule w powiecie złoczowskim.